# Bernard Longley

Bernard Longley (Manchester, 1955. április 5.) a római katolikus egyház angliai prelátusa. 2009. október 1-jén Birmingham érsekévé nevezték ki. December 8-án, a szeplőtelen fogantatás ünnepén a St Chad's Cathedralban 600 ember részvételével tartott ünnepélyes mise keretében iktatta be David McGough püspök, elődje, Vincent Nichols érsek pedig pásztorbotját ajándékozta neki. Korábban a Westminsteri apátságban volt segédpüspök.

## Gyermekkora és papi szolgálata
Bernard Longley Manchesterben született, és tanulmányait a rusholmei Xaverian Collegeban végezte. Később Royal Northern College of Music és az oxfordi New College hallgatója volt. 1981. december 12-én szentelték pappá az Arundel-Brightoni egyházmegye szolgálatára. Ezután az epsomi Szent József-templomban volt káplán, és a pszichiátriai kórházak kórházlelkészeként is szolgált.
1991-ben a Keresztény Egység Egyházmegyei Bizottsága surreyi elnöke lett, 1996-ban pedig az Angliai és Walesi Katolikus Püspöki Konferencia nemzeti ökumenikus megbízottja. 1987-től 1996-ig dogmatikus teológiát tanított a wonershi Szent János Szemináriumban. 1999-ben a nagy-britanniai és írországi Churches Together irányító bizottságának vezetőjévé választották, valamint a katolikus püspöki konferencia ökumenizmusért és vallásközi ügyekért felelős főtitkár-helyettesévé nevezték ki.

## Püspöki pályafutása

### Westminsteri segédpüspök
2003. január 4-én II. János Pál pápa Westminster segédpüspökévé és Zarna címzetes püspökévé nevezte ki. Azt mondta, hogy „nagy megtiszteltetésnek veszi” kinevezését. Január 24-én szentelte püspökké Cormac Murphy-O'Connor bíboros, Arthur Roche püspök és Kieran Conry társszentelők közreműködésével.
2007-ben Longley jelentős szerepet játszott a független Soho Masses Pastoral Council, a homoszexuális katolikusok számára szóló miséket támogató csoport egyházmegyébe való integrálásában. Segített megfogalmazni egy megállapodást, amely a csoport liturgiáit egy anglikán egyházközségből egy katolikus templomba helyezte át, valamint egy nyilatkozatot a homoszexuális katolikusok szolgálatáról, amely megfelelt a homoszexualitásról szóló katolikus tanításnak, és hangsúlyozta, hogy „az Egyház lelkipásztori missziója felismeri, hogy a homoszexuális hajlamokkal rendelkező megkeresztelt személyek továbbra is úgy tekintenek az Egyházra, mint egy olyan helyre, ahol megélhetik az emberi integritást és az élet szentségét”. Egy BBC-interjúban Longley azt mondta, hogy „a katolikus egyházban soha nem volt gyakorlat, hogy ellenőrizze az emberek jogosultságát mielőtt engedélyezi részvételüket az Eucharisztia megünneplésében. Hiba lenne messzemenő következtetéseket levonni vagy általánosításokat megfogalmazni bárkinek a sajátos életformájára, vagy a kegyelmi állapotára vonatkozóan.”
Longley volt az egyházmegyei pasztorális tanács feje, és Camden, Hackney, Islington, Marylebone, Tower Hamlets és Westminster espereskerületeiért volt felelős. Konzervatív embernek tekintik, aki támogatja a hagyományos latin misét, de egyben született diplomata. Nevét többször említették mint Cormac Murphy-O'Connor bíboros, westminsteri érsek lehetséges utódjáét, és így az angliai és walesi egyház jövőbeli fejének tekintették, de a püspöki széket végül Vincent Nichols érsek kapta.

### Birminghami érsek
2009. október 1-jén XVI. Benedek pápa Birmingham érsekévé nevezte ki. Vincent Nichols érseket követi a szolgálatban, akit Birminghamből Westminsterbe helyeztek át. 2009. december 8-án, szeplőtelen fogantatás ünnepén iktatták be a St Chad's Cathedralban. A szertartás előtt arról beszélt, mennyire várja, hogy összefogja a közép-angliai katolikus és tágabb értelemben vett keresztény közösségeket, és hozzájáruljon a munkájukhoz. Longley vezető szerepet fog játszani John Henry Newman bíboros tervezett boldoggá avatásában, amelyre várhatóan 2010-ben kerül sor Birminghamben, valamint a szintén 2010-re tervezett pápalátogatásban az Egyesült Királyságban. 
| Elődje: Vincent Nichols | Birminghami érsek 2009 – | Utódja: hivatalban |

## Fordítás
- Ez a szócikk részben vagy egészben a Bernard Longley című angol Wikipédia-szócikk ezen változatának fordításán alapul.  Az eredeti cikk szerkesztőit annak laptörténete sorolja fel. Ez a jelzés csupán a megfogalmazás eredetét és a szerzői jogokat jelzi, nem szolgál a cikkben szereplő információk forrásmegjelöléseként.

## Külső hivatkozások
- Életrajz Archiválva 2010. február 15-i dátummal a Wayback Machine-ben
- Profilja, Catholic Hierarchy